# Groupement des forces spéciales (Guinée)
Pour les articles homonymes, voir Groupement des forces spéciales.

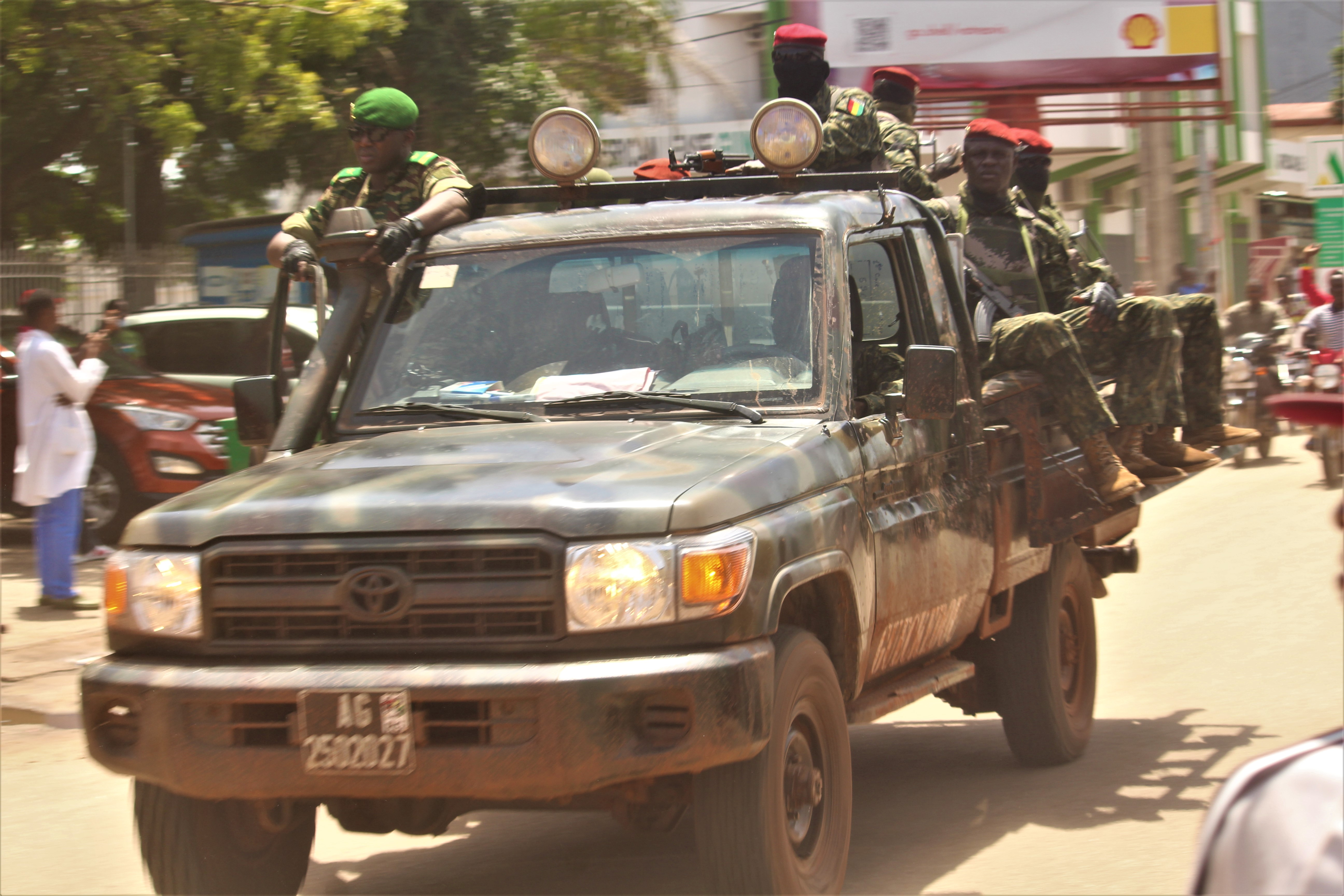
Patrouille du groupement des forces spéciales

Le groupement des forces spéciales de la république de Guinée, est un ensemble d'unités militaires d'élites des forces armées guinéenne spécifiquement formées, instruites et entraînées pour mener un éventail de missions particulières, allant des opérations spéciales dans le cadre d'un conflit classique à celles relevant de la guerre non conventionnelle.

## Histoire

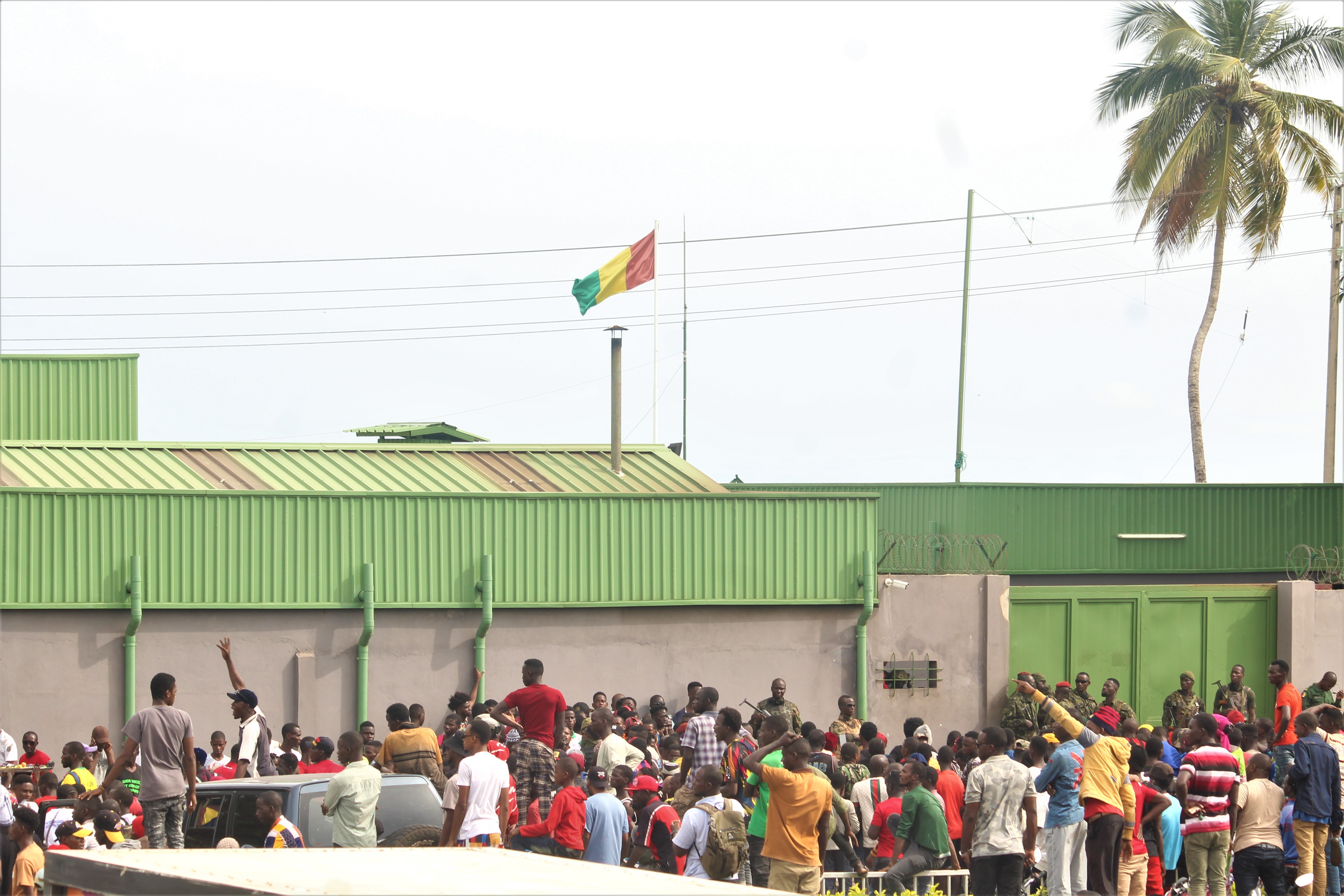
Acclamation des forces spéciales à leurs QG

Les unités spéciales ont toujours fait partie de l'armée guinéenne, mais c'est en 2018 que la première unité dédiée est constituée en régiment. Elle a été découverte par le grand public lors des 60 ans du fête nationale d'indépendance en 2018,.
Gagnant l'acclamation de la population, cette unité dirigée par le colonel Mamadi Doumbouya est employée contre les mutins qui ont assassiné le commandant Mamadi Condé à Kindia le 16 octobre 2020 après une courte poursuite de 24 heures.
Le 17 novembre 2023, le président Mamadi Doumbouya rend hommage aux collègues tombés lors des évènements du 4 novembre 2023, les membres de l'unité ont essuyé des tirs avec les commandos qui ont attaqué la Maison centrale de Conakry. Ce qui entraine la mort de quatre membres de l'unité et le chef d'État leur a décerné les médailles de croix de guerre à titre posthume lors d'une cérémonie au Palais Mohammed V.
| N° | Prénoms et nom                          | Fonction                                    |
| -- | --------------------------------------- | ------------------------------------------- |
| 01 | Colonel Mouctar Kaba                    | Commandant                                  |
| 02 | Lieutenant colonel Baba Barry           | Commandant Adjoint                          |
| 03 | Lieutenant colonel Apollinaire Bangoura | officier chargé des opérations instructions |

### Historiques des commandants
| N° | Prénoms et nom                            | Début | Fin      |
| -- | ----------------------------------------- | ----- | -------- |
| 01 | Général de corps d'armée Mamadi Doumbouya | 2019  | 2024     |
| 02 | Colonel Mouctar Kaba                      | 2024  | En cours |

## Organisation
Le groupement s'organise en plusieurs niveaux complémentaires des unités para-commandos, des unités spéciales et des unités d'intervention. Des éléments qui ont déjà réussi l'étape de parachutiste et accédé à celle des unités spéciales ou d'intervention rejoignent l'unité de renseignement tactique.

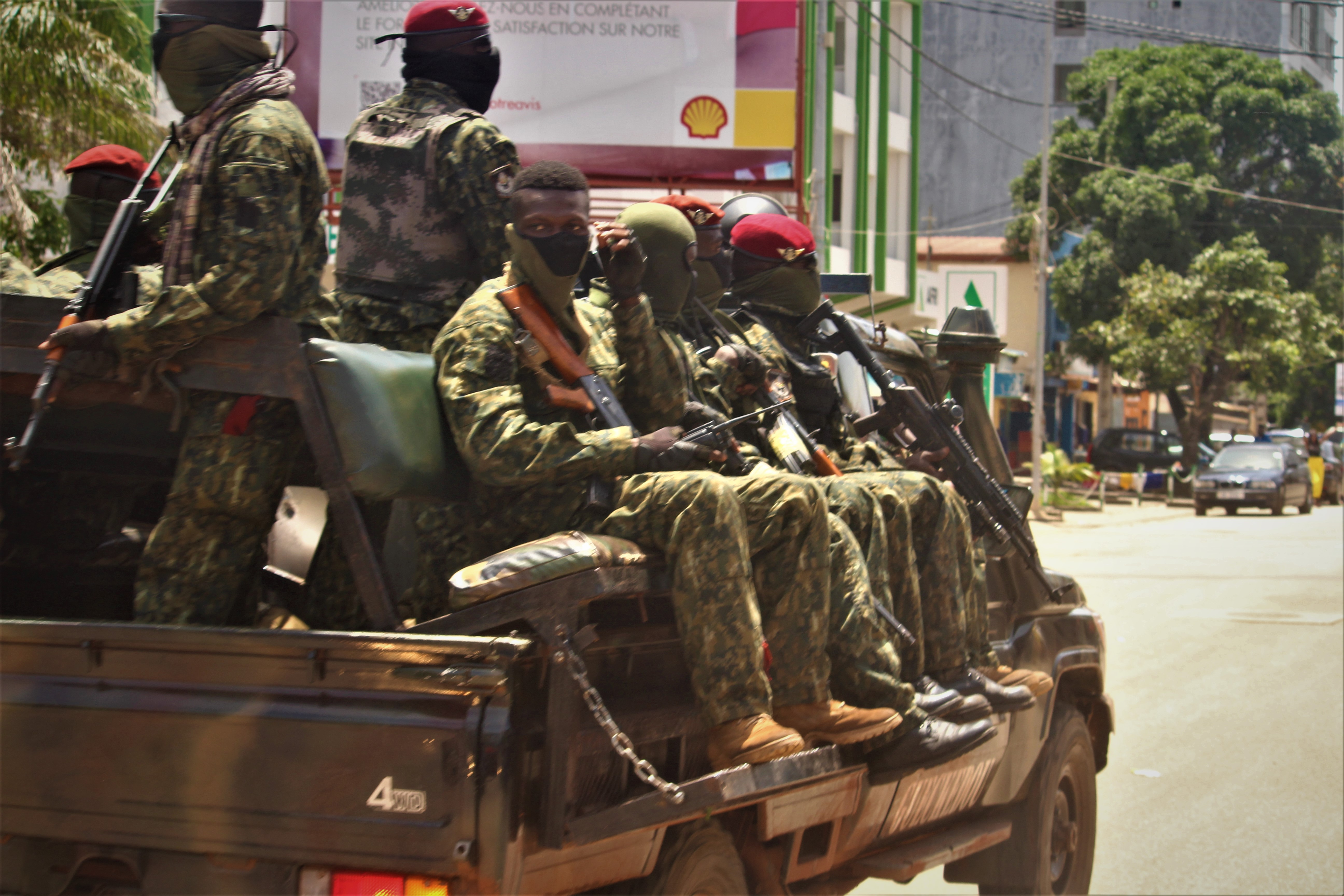

## Missions
Le groupement des forces spéciales est spécifiquement chargé des missions d'action commando, de reconnaissance, de renseignement, d'antiterrorisme, de recherche et destruction et de tout autre type de missions à caractère spécial.
La responsabilité assumée est elle aussi spéciale, le quartier général du groupement est établi à Conakry et d'autres unités sont déployées sur l'ensemble du territoire, opérant en synergie avec les différentes formations des forces armées guinéennes et collaborant avec les forces de sécurité intérieure. À la demande de l'état-major de l'armée de terre, dont relève le groupement, les unités des forces spéciales sont en mesure d'intervenir en moins de temps.

## Reconnaissances
Le 19 novembre 2023, le président Mamadi Doumbouya a élevé quatre membres à titre posthume pour leurs actes de bravoure remarquables dans l’accomplissement de leur mission lors des événements du 4 novembre 2023.
- Sergent-chef Alassane Condé ;
- Sergent-chef Mohamed Diawara ;
- Sergent-chef Fadama Condé ;
- Caporal-chef Richard Niankhoye Haba.

## Galeries

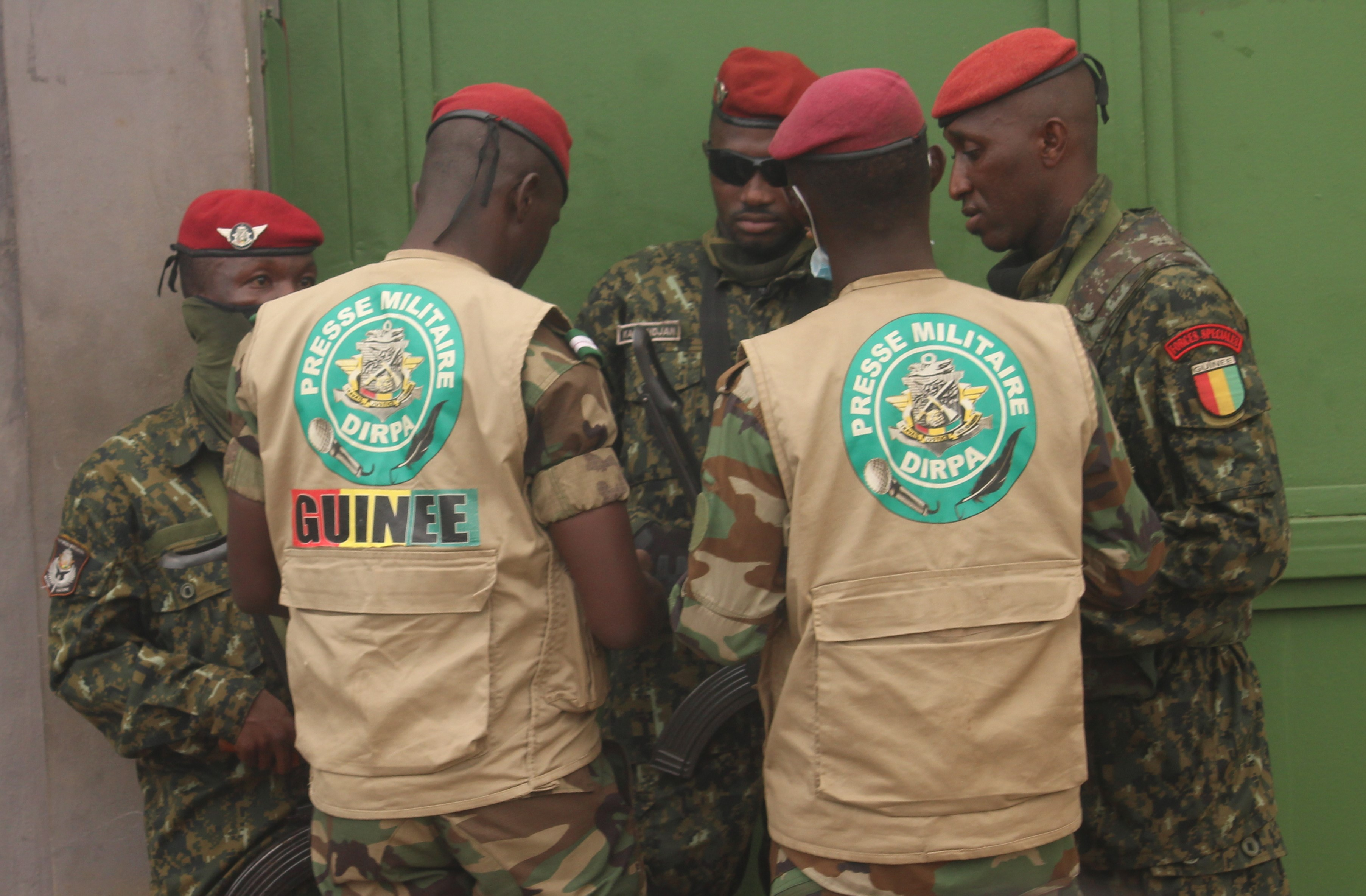
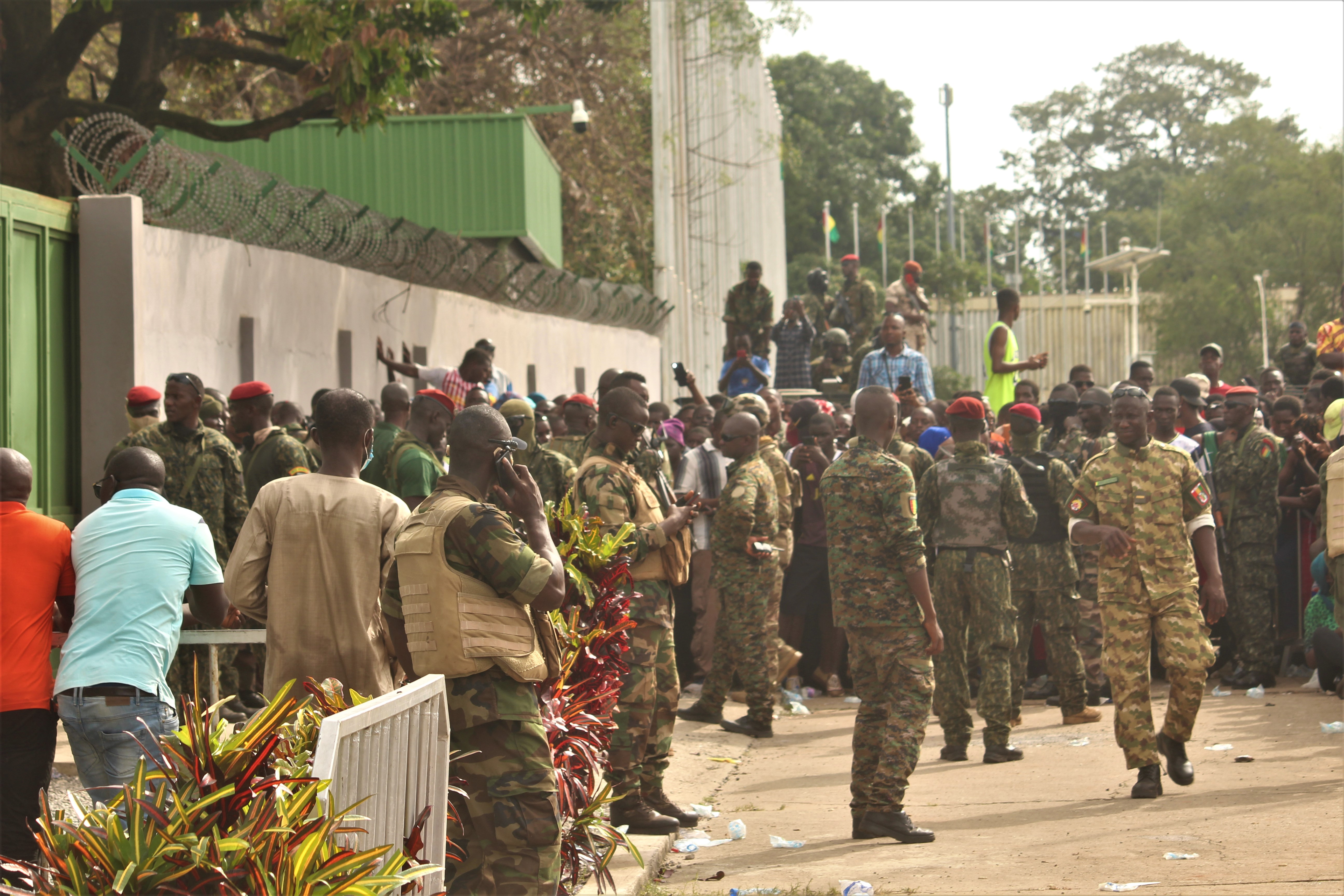
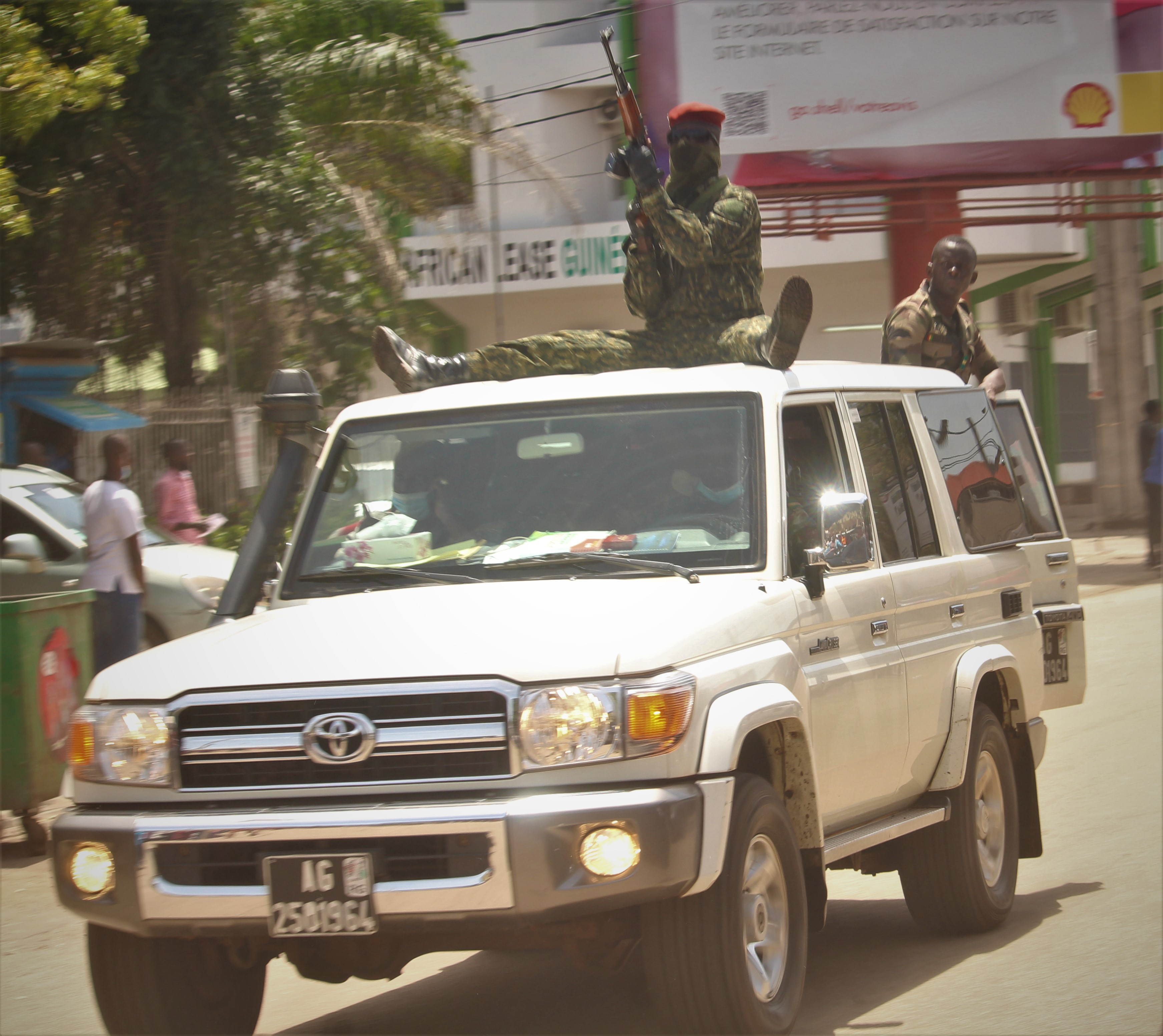